# Gerichtsbezirk Rochlitz an der Iser
Der Gerichtsbezirk Rochlitz an der Iser (tschechisch: soudní okres Rokytnice nad Jizerou) war ein dem Bezirksgericht Rochlitz an der Iser unterstehender Gerichtsbezirk im Kronland Böhmen. Er umfasste Gebiete im Norden Böhmens. Zentrum und Gerichtssitz des Gerichtsbezirks war die Stadt Rochlitz an der Iser (Rokytnice nad Jizerou). Das Gebiet gehörte seit 1918 zur neu gegründeten Tschechoslowakei und ist seit 1991 Teil der Tschechischen Republik.

## Geschichte
Die ursprüngliche Patrimonialgerichtsbarkeit wurde im Kaisertum Österreich nach den Revolutionsjahren 1848/49 aufgehoben. An ihre Stelle traten die Bezirks-, Landes- und Oberlandesgerichte, die nach den Grundzüge des Justizministers geplant und deren Schaffung am 6. Juli 1849 von Kaiser Franz Joseph I. genehmigt wurde. Der Gerichtsbezirk Rochlitz an der Iser gehörte zunächst zum Kreis Jičin und umfasste 1854 die 11 Katastralgemeinden Franzenthal, Glassersdorf, Harrachsdorf, Hochstadt, Jablonec, Niederrochlitz, Oberduschnic, Oberrochlitz, Passek, Sahlenbach und Třič. Der Gerichtsbezirk Rochlitz an der Iser bildete im Zuge der Trennung der politischen von der judikativen Verwaltung ab 1868 gemeinsam mit dem Gerichtsbezirk Starkenbach (Jilemnice) den Bezirk Starkenbach. 1876 wurde aus den Gemeinden Oberduschitz, Glasersdorf, Jablonetz, Passek, Třič und Hochstadt aus dem Gerichtssprengel Rochlitz, den Gemeinden Altendorf, Helkowitz, Příwlak und Ruppersdorf aus dem Gerichtsbezirk Semil sowie aus den Gemeinden Stanow, Woleschnitz und Lhotka aus dem Gerichtsbezirk Eisenbrod der Gerichtsbezirk Hochstadt an der Iser gebildet. Dadurch erfuhr der Gerichtsbezirk Rochlitz an der Iser starke Gebiets- und Bevölkerungsverluste. Die Schaffung des Gerichtsbezirks Hochstadt wurde dabei am 1. Oktober 1876 amtswirksam, wobei der neugeschaffene Gerichtsbezirk Teil des Bezirks Starkenbach wurde.
Im Gerichtsbezirk Rochlitz an der Iser lebten 1869 17.496 Menschen 1900 waren es nach den Gebiets- und Bevölkerungsverlusten nur noch es 10.464 Personen. Der Gerichtsbezirk Rochlitz an der Iser wies 1910 eine Bevölkerung von 9.742 Personen auf, von denen 8.926 Deutsch und 756 Tschechisch als Umgangssprache angaben. Im Gerichtsbezirk lebten zudem 60 Anderssprachige oder Staatsfremde.
Durch die Grenzbestimmungen des am 10. September 1919 abgeschlossenen Vertrages von Saint-Germain kam der Gerichtsbezirk Rochlitz an der Iser vollständig zur neugegründeten Tschechoslowakei, wobei die Gerichtseinteilung bis 1938 im Wesentlichen bestehen blieb. Nach dem Münchner Abkommen wurde das Gebiet dem Landkreis Starkenbach zugeschlagen und wurde später zwischen dem Landkreis Hohenelbe und dem Landkreis Gablonz an der Neiße aufgeteilt. Nach dem Zweiten Weltkrieg gehörte das Gebiet zum Okres Semily, dessen Behörden jedoch im Zuge einer Verwaltungsreform 2003 ihre Verwaltungskompetenzen verloren. Diese werden seitdem von den Gemeinden bzw. dem Liberecký kraj, zudem das Gebiet um Rokytnice seit Beginn des 21. Jahrhunderts gehört, wahrgenommen.

## Gerichtssprengel
Der Gerichtssprengel umfasste 1910 die drei Gemeinden Harrachsdorf (Harrachov), Rochlitz an der Iser (Rokytnice nad Jizerou), Witkowitz (Vítkovice).